# Кэмпбелл, Елизавета
Елизаве́та Джорджиа́на Кэ́мпбелл, герцогиня Арга́йл (англ. Elizabeth Georgiana Campbell, Duchess of Argyll, в девичестве Ле́весон-Го́уэр (англ. Leveson-Gower); 30 марта 1824 — 25 мая 1878) — британская аристократка, активно выступавшая за отмену рабства. Супруга Джорджа Кэмпбелла, 8-го герцога Аргайла, была правительницей гардеробной королевы Виктории в 1868—1870 годах. Дама Ордена Индийской короны и Королевского Ордена Виктории и Альберта.

## Биография

### Семья
Родители Елизаветы Кэмпбелл
Леди Елизавета Джорджиана Левесон-Гоуэр родилась 30 марта 1824 года в очень богатой семье Джорджа Сазерленд-Левесон-Гоуэра, 2-го герцога Сазерлендского и леди Гарриет Говард. Её бабушкой по отцовской линии была Элизабет Левесон-Гоуэр, герцогиня Сазерлендская, владевшая усадьбой площадью 1 000 000 акров земли в Шотландии. Земли семьи были расширены, когда в 1785 году она заключила брак с Джорджем Левесон-Гоуэром, дедом Елизаветы. В 1823 году их сын Джордж женился на леди Гарриет Говард, дочери 6-го графа Карлайла. Через год после заключения союза родилась Елизавета. Впоследствии появились ещё пять сестер и четверо братьев.
Воспитывалась в поместьях семьи в Англии и Шотландии, часто путешествовала по Соединённому Королевству. Главной резиденцией её родителей был Ланкастер-хаус в Лондоне, который они приобрели в 1827 году. Мать Елизаветы, леди Гарриет, была известной фигурой в британском обществе. Она считалась близким другом и доверенным лицом королевы Виктории, а также её правительницей гардеробной. В 1833 году родители девочки стали герцогами Сазерлендскими. Историк Эрик Ричардс пишет, что «в первой половине девятнадцатого века семья Сазерлендов оказывала огромное влияние на Британию, владея богатствами, включающими различные акции и дивиденды от транспортных компаний».

### Брак

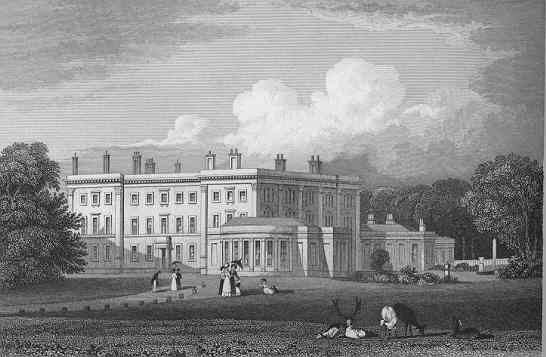
Tрентам-холл в 1820 году

Сопровождая королеву Викторию в замок Теймоус в 1842 году, Елизавета встретила Джорджа Кэмпбелла, маркиза Лорна, старшего сына 7-го герцога Аргайла, и его второй супруги Джоаны Глассел. Их свадьба состоялась 31 июля 1844 года в Трентам-холле. Церемонию провёл архиепископ Йоркский Эдвард Венаблес-Вернон-Харкорт. Союз Елизаветы и Джона привёл к родственной связи между двумя семьями крупнейших землевладельцев Шотландии.
Молодая пара обосновалась в Роснисе. Елизавета была очень набожным человеком. Как и многие её родственники, она была сторонницей Шотландской епископальной церкви в епархии Аргайл. Пара была схожа в интересах политики, оба были либералами. Елизавета считалась очень образованной и культурной личностью, а её супруг говорил: «Я нашёл в ней намного больше прекрасного, чем мне говорили её многочисленные друзья… касательно философии и естественных наук она была более начитанной чем я».

### Герцогиня Аргайл
Джордж Кэмпбелл стал герцогом Аргайлом 25 апреля 1847 года после смерти своего отца. В распоряжении супругов теперь были поместье Аргайл-Лоджа в Лондоне и замок Инверари в Аргайле. Первенец Елизаветы и Джорджа Джон родился в 1845 году. Всего в семье было двенадцать детей. Герцогиня Аргайл была сурова в быту, каждый день в одно и то же время дети вместе с родителями произносили молитву, завтракали, обедали и ужинали. Детям запрещалось проявлять слишком бурные эмоции и кричать. Шотландский учёный Джон Стюарт Блэки часто навещал чету, наслаждаясь, как он писал, их образом жизни. Свою работу 1876 года «Языки и литература Шотландии» автор посвятил Елизавете.
Историк Анна Джордан писала, что герцогиня «старела прежде, чем шло её время». Елизавета не отличалась хорошим здоровьем. В 1868 году она перенесла инсульт, который сделал её частично недееспособной. Детьми после этого стал заниматься супруг . Леди Виктория, третья дочь герцогов, была сиделкой матери, ухаживала и кормила её. Старший сын и наследник супругов Джон заключил брак с четвёртой дочерью королевы Виктории, Луизой Каролиной Альбертой, однако от союза не было наследников. Джон был генерал-губернатором Канады с 1878 года.
Как и мать, Елизавета была видным сторонником отмены рабства. Она была одно из многих женщин Великобритании, на которых имел сильное влияние роман американской писательницы Гарриет Бичер-Стоу «Хижина дяди Тома», направленный против рабства в Америке. В 1853 году Елизавета, при содействии своей матери, подготовила письмо От любящих и крещёных женщин Великобритании и Ирландии своим сёстрам, женщинам Соединенных Штатов. Письмо подписали 562848 женщин. Оно призывало положить конец рабству, которое не признавало браков между рабами и не давало им разрешение на получение образования. Письмо было направлено Гарриет Бичер-Стоу. Елизавета поддерживала с писательницей хорошие отношения вплоть до своей смерти. Гарриет, посещавшая Британию несколько раз для встречи с высокопоставленными политиками, встречалась с герцогиней Аргайл и её матерью. Джон и Елизавета поддерживали дружественную связь с американским политиком Чарльзом Самнером. Современный биограф Аманда Форман пишет, что «дружба между герцогом Аргайлом и Самнером была одной из важнейших в гражданской войне».
В декабре 1868 года Елизавета стала правительницей гардеробной королевы Виктории, сменив на этом посту герцогиню Веллингтон. В 1870 году здоровье герцогини резко пошатнулась и она ушла с должности, передав полномочия своей невестке Анне, герцогине Сазерлендской. В декабре 1877 года королевой Викторией был учрежден Орден Индийской короны, который она вручила в том же году Елизавете. Герцогиня Аргайл была дамой Королевского ордена Виктории и Альберта II класса. Умерла 25 мая 1878 года во время обеда с премьер-министром Уильямом Гладстоном в Лондоне. Три года спустя её муж-вдовец женился на Амелии Марии, дочери Томаса Колтона, епископа Сент-Олбанса.

### Дети

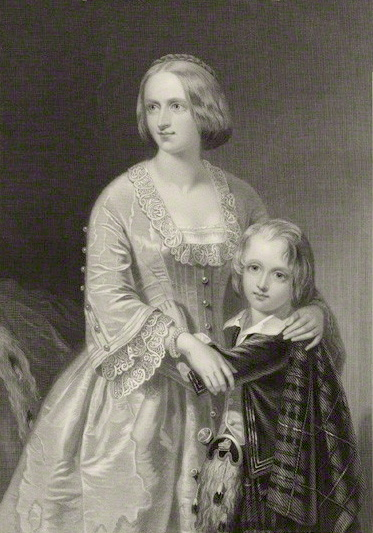
Вместе со старшим сыном Джоном

От брака с Джорджем Кэмпбеллом, 8-м герцогом Аргайлом родилось двенадцать детей:
- Джон Кэмпбелл (1845—1914) — наследник титула, ставший после смерти отца 9-м герцогом Аргайлом, женился на принцессе Луизе Великобританской, дочери королевы Виктории, от брака детей не было;
- лорд Арчибальт Кэмпбелл (1846—1913) — женился на Джаней Каллендер, двое детей;
- лорд Уолтер Кэмпбелл (1848—1889) — женился на Оливии Кларксон Милн, двое детей;
- леди Эдит Кэмпбелл (1849—1913) — супруга Генри Перси, 7-го герцога Нортумберлендского, имели тринадцать детей;
- лорд Джордж Кэмпбелл (1850—1915) — женился на Сибил Александр, трое детей;
- леди Елизавета Кэмпбелл (1852—1896) — супруга Эдварда Харрисона Клаф-Тэйлора, одна дочь;
- лорд Колин Кэмпбелл (1853—1895) — женился на Гертруде Елизавете Блад[англ.], детей нет;
- леди Виктория Кэмпбелл (1854—1910) — замуж не была, детей нет;
- леди Эвелин Кэмпбелл (1855—1940) — супруга Джеймса Бейли-Гамильтона, детей нет;
- леди Френсис Кэмпбелл (1858—1931) — супруга Юстаса Бальфура[англ.], известно архитектора, имели пятеро детей;
- леди Мария Эмма Кэмпбелл (1859—1947) — супруга епископа Эдварда Глина[англ.], имели трое детей;
- леди Констанция Кэмпбелл (1864—1922) — супруга Карла Эммотта, детей не было.